# 漢南大橋
漢南大橋（韩语：／ Hannam Daegyo）是一条横跨漢江的桥梁，位于韓國首尔。桥梁两端连接城東區和江南區，于1966年1月19日通车。 